# Osterlands voetbalkampioenschap 1931/32
In 1931/32 werd het negende Osterlands voetbalkampioenschap gespeeld, dat georganiseerd werd door de Midden-Duitse voetbalbond. FC Thüringen Weida werd kampioen en plaatste zich voor de Midden-Duitse eindronde. 
De club versloeg SV 08 Steinach en verloor dan met 10:2 van PSV Chemnitz.

## Gauliga
| Plaats | Club                     | Wed. | W  | G | V  | Saldo | Ptn.  |
| ------ | ------------------------ | ---- | -- | - | -- | ----- | ----- |
| 1.     | FC Thüringen Weida       | 18   | 14 | 2 | 2  | 80:28 | 30:6  |
| 2.     | FC Wacker 1910 Gera      | 18   | 13 | 2 | 3  | 66:27 | 28:8  |
| 3.     | SpVgg 04 Gera            | 18   | 11 | 5 | 2  | 78:33 | 27:9  |
| 4.     | 1. FC Greiz              | 18   | 12 | 2 | 4  | 62:36 | 26:10 |
| 5.     | SpVgg 1914 Neustadt/Orla | 18   | 6  | 3 | 9  | 49:47 | 15:21 |
| 6.     | FC Concordia Gera-Reuß   | 18   | 6  | 2 | 10 | 41:55 | 14:22 |
| 7.     | SC Gera-Rubitz           | 18   | 6  | 1 | 11 | 45:69 | 13:23 |
| 8.     | VfB Pößneck              | 18   | 5  | 2 | 11 | 18:44 | 12:24 |
| 9.     | SV Schmölln 1913         | 18   | 4  | 1 | 13 | 29:79 | 9:27  |
| 10.    | VfB Ronneburg            | 18   | 2  | 2 | 14 | 38:88 | 6:30  |

|  | Kampioen, geplaatst voor Midden-Duitse eindronde |
|  | Degradatie                                       |